# Louis Stewart (gitarist)
Louis Stewart (Waterford, 5 januari 1944 – 20 augustus 2016) was een Ierse jazzgitarist.

## Biografie
Stewart groeide op in Dublin. Hij begon met gitaar spelen op 13-jarige leeftijd, onder invloed van de gitaristen Les Paul en Barney Kessel. Stewart begon zijn professionele carrière met optredens in showbands in Dublin. In 1968 won hij een prijs als meest opmerkelijke solist op het Montreux Jazz Festival. Kort daarna bracht hij drie jaar door met Benny Goodman.
Stewart nam zijn debuutalbum Louis the First op in Dublin en nam vervolgens in Londen op met Billy Higgins, Peter Ind, Sam Jones, Red Mitchell en Spike Robinson. Van midden tot eind jaren 1970 werkte hij samen met George Shearing, toerde hij door Amerika, Brazilië, speelde hij op Europese festivals en nam hij acht albums op, waaronder een aantal voor MPS Records in een virtuoos trio met Shearing en de bekende Deense bassist Niels-Henning Ørsted Pedersen. Louis is ook verschenen op albums van Joe Williams en J.J. Johnson en werkte samen met veel grote namen in de jazz. De beste jazzmuzikant waarmee hij speelde was Tubby Hayes.
Stewart was prominent aanwezig in het belangrijke boek The History Of The Guitar In Jazz van Norman Mongan (1983, Oak Publications) in een hoofdstuk, gewijd aan gitaristen die werden beschouwd als hedendaagse meesters (samen met spelers als Jim Hall, Pat Martino en George Benson). In een recensie van Stewarts 'tour de force' live-album Overdrive (Hep, 1993), verklaarde AllMusic: Louis Stewart is een van de groten aller tijden en het is duidelijk uit de eerste noten die hij bij elke gelegenheid speelt.
Stewart ontving in 1998 een eredoctoraat van het Trinity College. In 2009 werd hij gekozen in Aosdána, een Ierse vereniging van mensen die zich bezighouden met literatuur, muziek en beeldende kunst, die in 1981 door de Irish Arts Council is opgericht ter ere van degenen, wier werk een uitstekende bijdrage heeft geleverd aan de creatieve kunsten in Ierland.

## Overlijden
Louis Stewart overleed in augustus 2016 op 72-jarige leeftijd.

## Discografie

### Als leader
- 1975: Louis the First (Hawk)
- 1975: Baubles, Bangles and Beads met Peter Ind (Wave)
- 1976: Out on His Own (Livia)
- 1977: Milesian Source (Pye)
- 1978: Drums And Friends (Livia)
- 1979: Alone Together met Brian Dunning (Livia)
- 1979: I Thought About You (Livia)
- 1985: Acoustic Guitar Duets (Super Sessions) met Martin Taylor (Jardis)
- 1986: Good News (Villa)
- 1988/1990: String Time (Villa)
- 1989: Serious Jazz (Livia)
- 1990: Winter Song met Heiner Franz (Jardis)
- 1992: In a Mellow Tone met Heiner Franz (Jardis)
- 1992: Louis Stewart Quartet (feat. Michael Moore) (Cecilia)
- 1993: Joycenotes (Villa)
- 1993: Overdrive (Hep)
- 1999: I Wished On the Moon met Heiner Franz (Jardis)
- 2000: GIFT (met Bill Charlap) (Ashbrown)
- 2001: Street of Dreams met Heiner Franz (Jardis)
- 2002: Road Song (Villa)
- 2004: Core Business met Egil Kapstad, Terje Venaas, Eyvind Olsen (Villa)
- 2006: Angel Eyes (Blau)
- 2007: You've Changed met Frank Harrison Trio (Desert Island)
- 2013: Tunes (Beechpark)
- 2016: Live in London (Blau)

### Als sideman
Met Tubby Hayes (1968–69)
- 1987: England's Late Jazz Great (IAJRC)
- 1992: 200% Proof (Master Mix)
- 2015: Rumpus Savage (Solweig)
- 2015: The Syndicate: Live at the Hopbine 1968 Vol.1 (Gearbox)
- 2019: Grits, Beans and Greens (Fontana)

Met George Shearing
- 1977: Windows (MPS)
- 1977: 500 Miles High (MPS)
- 1979: Getting in the Swing of Things (MPS)
- 1980: On Target (MPS)
- 1992: How Beautiful Is Night (Telarc)
- 1994: That Shearing Sound (Telarc)
- 1995: Paper Moon (Telarc)

Met anderen
- 1970: Andrew Lloyd Webber & Tim Rice, Jesus Christ Superstar (MCA)
- 1970: Clark Terry, At the Montreux Jazz Festival (Polydor)
- 1970: London Jazz Chamber Group/Ken Moule, Adam's Rib Suite (Ember)
- 1971: Benny Goodman, Benny Goodman in Concert (Decca)
- 1972: Yvonne Elliman, Yvonne Elliman (Decca)
- 1975: Cafe Society, Cafe Society (Konk)
- 1977: Agnes Bernelle, Bernelle On Brecht and... (Midnite Music)
- 1977: Ronnie Scott, Serious Gold (Pye)
- 1982: Dickie Rock, Just for Old Times Sake (Jewel)
- 1984: Laila Dalseth, Daydreams (Hot Club/Gemini)
- 1986: Jim Doherty, Spondance (Livia)
- 1989: Spike Robinson, Three for the Road (Hep)
- 1989: Len McCarthy Len McCarthy & The Guiness All-Stars (Livia)
- 1991: Spike Robinson, A Real Corker (Capri)
- 1993: Doug Raney, Heiner Franz, Maarten Van Der Grinten, Frederic Sylvestre, The European Jazz Guitar Orchestra (Jardis)
- 1993: Joe Williams, Here's to Life (Telarc)
- 1994: J.J. Johnson, Robert Farnon, Tangence (Gitanes)
- 1998: Kevin Dean, Venous Lake (Gemini)
- 2001: Mary Coughlan, Long Honeymoon (Evangeline)

## Bron
- Feather/Gitler, Encyclopedia of Jazz, Oxford University Press